# ازناكة (الزاوية النحلية)
ازناكة هي إحدى مشيخات المملكة المغربية، تتبع جغرافيا لإقليم شيشاوة وإداريًا لالزاوية النحلية. يقدر عدد سكانها بـ 4875 نسمة حسب الإحصاء الرسمي للسكان والسكنى لسنة 2004.